# Sagenodus
Sagenodus is een geslacht van uitgestorven longvissen uit het Perm-Carboon, dat is gemeld uit Europa en Noord-Amerika.

## Naamgeving
In 1867 benoemde Richard Owen de typesoort Sagenodus inaequalis, gebaseerd op tandplaten met weinig richels die eerder door Agassiz aan Ctenodus waren toegewezen.
Het holotype is BMNH P6246, een onderste tandplaat van een jong dier door T. Craggs gevonden in een kolenmijn bij Newsham in een laag uit het Laat-Carboon de Low Main Seam bij West Cramlington. Specimen NMS G. 1878.45.7 is in 2019 voorgesteld als neotype. De geslachtsnaam betekent 'zegentand' naar de overeenkomst van de tandplaat met het zegennet. De soortaanduiding betekent 'met verschillende afmetingen' naar de naar achteren afnemende tandgrootte.
Er is een groot aantal verdere soorten benoemd waaronder Sagenodus angustus, Sagenodus browniae, Sagenodus conchiolepis, Sagenodus copeanus, Sagenodus cristatus, Sagenodus dialophus, Sagenodus foliatus, Sagenodus jugosus, Sagenodus lacovianus, Sagenodus magister, Sagenodus occidentalis, Sagenodus ohioensis, Sagenodus periprion, Sagenodus porrectus, Sagenodus pusillus, Sagenodus quadratus, Sagenodus quincunciatus, Sagenodus quinquecostatus, Sagenodus reticulatus en Sagenodus textilis. Veel van die soorten waren eerder bij Ctenodus ondergebracht.
In 2022 werd geconcludeerd dat behalve de typesoort in Groot-Brittannië alleen Sagenodus quinquecostatus Traquair 1883 een geldige soort was en het geslacht in Europa niet buiten Groot-Brittannië gevonden was. Deze tweede soort had als uniek kenmerk dat bij het sluiten van de muil de onderste tandplaten overdwars roteerden ten opzichte van de bovenste.
Andere mogelijke geldige soorten waren Sagenodus carbonarius Romanowsky, 1864, Sagenodus applantus Fritsch, 1879, Sagenodus copeanus Williston, 1889, Sagenodus ohioensis Cope, 1874 en Sagenodus periprion Cope, 1878. De eerder uit Groot-Brittannië gemelde Sagenodus corrugatus Atthey, 1868, Sagenodus octodorsalis Barkas, 1869 en Sagenodus serratus Newberry, 1875 zijn niet geldig.

## Beschrijving
Sagenodus heeft een vrij basale bouw. Hij is ruim een meter lang. Sagenodus quinquecostatus is niet langer dan veertig centimeter. Het lichaam is langwerpig. De staart heeft twee vinnen. Het schedeldak heeft een enorm B-element dat vijfhoekig is of zevenhoekig, vaak met een holle voorrand. Het C-element is niet gepaard. De centrale E-elementen ervoor zijn gepaard. Daarvoor ligt weer een centraal F-element. Naast deze centrale rij ligt een zijwaartse reeks met een groot I, J, L en M-element plus een klein N en P-element. De buitenrand wordt gevormd door gepaarde Z, Y en KX-elementen alsmede een reeks van zes gepaarde plaatjes rond de oogkassen. De vijfhoekige C-plaat loopt naar achteren taps toe; naar voren steekt een punt tussen de E-platen. De J-plaat raakt de C-plaat niet. De snuit is niet verbeend en wordt aan de achterrand begrensd door een reeks kleine veelhoekige elementen. Het parasfenoïde heeft achteraan een lange steel.
De onderkaak bestaat uit drie elementen: een prearticulare dat de tandplaat draagt, een onderste achterste element dat wellicht homoloog is aan het angulare en een voorste binnenste element dat wellicht homoloog is aan het spleniale. De tandplaat is relatief lang. De onderste tandplaat is smaller dan de bovenste plaat.  Bij de onderste plaat is de eerste richel schuin naar boven en midden gericht en wijd gescheiden van de tweede richel. Het aantal richels is laag in de typesoort maar de soorten die ooit uit Amerika zijn benoemd hebben er soms een dozijn of meer. De richels dragen tandjes langs de buitenzijde; de tandjes op de richel raken snel afgesleten. De richels lopen recht en uit elkaar. S. inaequalis heeft lange richels en nooit meer dan acht.
Op het cleithrum ligt een achterwaartse richel die de lamina brachialis en lamina postbrachialis scheidt.
De schubben bestaan uit lage dunne beenplaten, min of meer rechthoekig in profiel en zonder bedekking door cosmine.

## Levenswijze
De Engelse vorm leefde in zoet water. De Amerikaanse soorten zijn ook uit zeeafzettingen vermeld. Dat is relevant voor het zeer omstreden vraagstuk wanneer en waarvoor de longen van longvissen geëvolueerd zijn: of ze geëvolueerd zijn als een soort zwemblaas in dieper water of als een manier om lucht te happen in ondiep water.